# Dirk Stikker

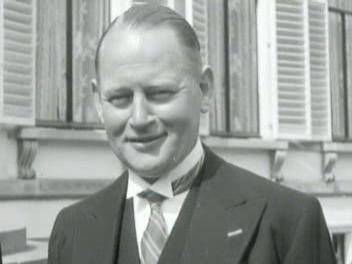
Dirk Stikker, 1948

Dirk Uipko Stikker (* 5. Februar 1897 in Winschoten; † 23. Dezember 1979 in Wassenaar) war ein niederländischer Bankier, Industrieller, Politiker, Diplomat und Badmintonspieler.

## Frühes Leben
Dirk Stikker studierte Rechtswissenschaften an der Universität Groningen. Nach dem Studium stieg Stikker ins Bankgeschäft ein. Im Jahr 1935 wurde er Direktor bei der Brauerei Heineken. Diesen Posten hatte er bis 1948 inne. 1945 war er einer der Gründer der Stichting van de Arbeid (Niederländisches Beratungsgremium zwischen Arbeitgeber und Arbeitnehmer) und legte damit den Grundstein für Tarifverhandlungen in den Nachkriegsniederlanden. 1964 wurde Dirk Stikker zum Ehrendoktor der Brown University ernannt.

## Politische Karriere
Stikker engagierte sich 1945 erstmals in der Politik. Am 23. März 1946 war er Gründungsmitglied der Partij van de Vrijheid (Freiheitspartei) zusammen mit ehemaligen Mitgliedern der Vorkriegspartei Liberale Staatspartij (Liberale Staatspartei).  Am 24. Januar 1948 wurde die Freiheitspartei Teil der Volkspartij voor Vrijheid en Democratie (VVD, Volkspartei für Freiheit und Demokratie), welche noch heute die wichtigste liberale Partei in den Niederlanden darstellt. Stikker war der erste Vorsitzende der VVD. Er hatte die Funktion bis August 1948 inne; sein Nachfolger wurde Pieter Oud.

### Außenminister
1948 wurde Stikker Außenminister in der Regierung unter Willem Drees. Dieses Amt übte Stikker bis 1951 aus. Wegen eines Misstrauensantrags aufgrund der Kolonialpolitik (Neuguinea) der Regierung trat Stikker am 23. Januar 1951 zurück, kehrte jedoch weniger als zwei Monate später in sein Amt zurück. Seine Amtszeit dauerte vom 15. März 1951 bis zum 2. September 1952. Die Niederlande spielten während Stikkers Amtszeit eine wichtige Rolle bei der Gründung von NATO und Montanunion.

### Weitere politische Ämter
Nach seinem Ministeramt war Dirk Stikker von 1952 bis 1958 niederländischer Botschafter in Großbritannien. Zudem fungierte er als Vertreter der Niederlande in der Atlantischen Allianz und in der „Organisation for European Economic Co-operation“ (OEEC), der Vorgängerorganisation der OECD (1958–1961). Am 21. April 1961 wurde Dirk Stikker als Nachfolger von Paul-Henri Spaak NATO-Generalsekretär. Infolge gesundheitlicher Probleme trat er am 1. August 1964 von diesem Amt zurück.

## Sportliche Karriere
Stikker gewann im Badminton 1932 den nationalen Meistertitel im Herrendoppel. Bei den Dutch Open 1931 wurde er Zweiter im Doppel, bei den Dutch Open 1933 Dritter.